# Jeżów (powiat konecki)
Jeżów – wieś sołecka w Polsce położona w województwie świętokrzyskim, w powiecie koneckim, w gminie Końskie.
W latach 1975–1998 miejscowość należała administracyjnie do województwa kieleckiego.
Według spisu z roku 1827 Jeżów w powiecie opatowskim liczył 16 domów 91 mieszkańców.
Według spisu powszechnego z roku 1921 w Jeżowie było 43 budynki i 272 mieszkańców.
W Jeżowie urodził się Władysław Pacholczyk, polski nauczyciel i działacz narodowy, członek Narodowej Organizacji Wojskowej, porucznik Narodowych Sił Zbrojnych, kierownik wydziału ogólnoorganizacyjnego sztabu Komendy Głównej NSZ-AK.
Wierni kościoła rzymskokatolickiego należą do parafii Chrystusa Odkupiciela w Końskich.